# ماورو كاراباخال
ماورو كاراباخال (بالإسبانية: Mauro Carabajal)‏ هو لاعب كرة قدم أرجنتيني في مركز الهجوم، ولد في 7 مايو 1978 في روساريو في الأرجنتين. لعب مع روزاريو سنترال وريكرياتيفو ونادي سان لويس ونادي فويفودينا.

## وصلات خارجية
- ماورو كاراباخال على موقع قاعدة بيانات كرة القدم.إي يو (الإنجليزية)